# Deutsche Botschaft Bamako
Die Deutsche Botschaft Bamako ist die offizielle diplomatische Vertretung der Bundesrepublik Deutschland in der Republik Mali, zu der die Bundesrepublik Deutschland am 23. September 1960 und die Deutsche Demokratische Republik am 19. April 1973 diplomatische Beziehungen aufgenommen hat. Der Amtsbezirk der am 9. November 1963 errichteten Botschaft umfasst die Republik Mali.

## Botschaftsgebäude
Die Botschaft hat ihren Sitz in der malischen Hauptstadt Bamako nahe dem Fluss Niger. Die Anschrift lautet Badalabougou Est, Avenue de l'OUA, Rue 14, Porte 330, Bamako.
Da das Land als Krisengebiet eingestuft ist, werden Gebäude und Areal aktuell von Meuser Architekten, einem deutschen Architekturbüro mit Schwerpunkt auf sondergeschützten Bauten, ertüchtigt und erweitert.

## Gliederung
In der Botschaft werden die Sachgebiete Politik, Entwicklungszusammenarbeit, Kultur und Bildung bearbeitet.  Es werden auch konsularische Dienstleistungen für deutsche Staatsangehörige angeboten und Visa erteilt.

## Militärattaché
Seit dem 1. Juli 2017 gibt es an der Botschaft einen Militärattachéstab. Zuvor war der Militärattaché an der Deutschen Botschaft Abuja in Nigeria für Mali nebenakkreditiert.